# شاوة
قرية شاوة هي إحدى القرى التابعة لمركز المنصورة في محافظة الدقهلية في جمهورية مصر العربية. حسب إحصاءات سنة 2006، بلغ إجمالي السكان في شاوة 12360 نسمة، منهم 6686 رجل و5674 امرأة. من أعلامها نائب رئيس الجمهورية الأسبق وأحد الضباط الأحرار عبد اللطيف البغدادي. يوجد بها قاعدة جوية تسمى "قاعدة المنصورة الجوية"، والتي شهدت معركة المنصورة الجوية.

## التاريخ
قرية شاوة من القرى القديمة، واسمها الأصلي وقت الفتح الإسلامي لمصر شاو (بالإنجليزية: Chaou)‏، وقد وردت باسم شاوة سلّنت في أعمال المرتاحية ضمن قرى الروك الصلاحي التي أحصاها ابن مماتي في كتاب قوانين الدواوين، كما وردت باسم شاوة سلّنت في أعمال الدقهلية والمرتاحية ضمن قرى الروك الناصري التي أحصاها ابن الجيعان في كتاب «التحفة السنية بأسماء البلاد المصرية». وفي العصر العثماني كان اسمها في تربيع سنة 933هـ/1527م الذي أجراه الوالي العثماني سليمان باشا الخادم في عصر السلطان العثماني سليمان القانوني شاوة ضمن قرى ولاية الدقهلية، وفي تاريخ 1228هـ/1813م الذي عدّ قرى مصر بعد المسح الذي قام به محمد علي باشا باسم شاوة ضمن قرى مديرية الدقهلية.